# Sankt Olofs kapell, Edsbyn

Sankt Olofs kapell är ett kapell i Alfta-Ovanåkers församling. Kapellet ligger i Edsbyn.

## Kyrkobyggnaden
Det så kallade Sankt Olofs församlingshem och kapell uppfördes 1980 - 1981, efter ritningar av Roland Hedenström. Våren 1981 invigdes kapellet av domprost Clarence Nilsson i Uppsala. Byggnadskomplexet utgörs av två parallella huskroppar sammanbundna av en entré och foajébyggnad. Exteriören har profan karaktär, med rödmålad panel och sadeltak. Den enkla kyrkorummet är inrymt i den västra flygeln. Östra flygeln är församlingshem. Altarväggen domineras av ett stort fönster som låter den omgivande naturen fungera som altartavla.
I västra flygeln finns utöver kyrkorummet även en församlingssal. Genom öppningsbara väggar kan båda salarna förenas till ett stort kyrkorum.
Strax intill kapellet står en klockstapel som byggdes 1939.

### Orgel
1981 byggde Walter Thür Orgelbyggen AB, Torshälla en meklanisk orgel med slejflådor. Tonomfånget är på 56/30.
| Huvudverk I  | Svällverk II      | Pedal      | Koppel |
| Rörflöjt 8'  | Gedackt 8'        | Subbas 16' | I/P    |
| Principal 4' | Spetsflöjt 4'     |            | II/P   |
| Waldflöjt 2' | Principal 2'      |            | II/I   |
| Mixtur II    | Nasat 1 1⁄3'      |            |        |
| Tremulant    | Tremulant         |            |        |
|              | Crescendosvällare |            |        |

### Webbkällor
- Ovanåkers församling informerar
- anläggningspresentation